# 오카쿠치 레이리
오카쿠치 레이리(일본어: 大角 地黎, 2001년 5월 22일~)는 일본의 여자 농구 선수이다. 한국여자프로농구(WKBL) 청주 KB 스타즈 소속으로 포지션은 가드이다. WKBL에서 활동한 역대 열 다섯 번째 한국계 농구 선수로 한국어 이름은 이여명이다.

## 생애
한국 국적을 갖고 있다가 일본 국적을 취득한 재일교포인 어머니와 일본인 아버지 사이에서 태어났다.
2024년 6월 일본 도쿄에서 열린 아시아쿼터 선수 드래프트 트라이아웃에서 트라이아웃 진행을 돕는 선수로서 코트를 밟았다. 이후 WKBL 드래프트를 앞둔 시점에서 신한은행으로부터 연락을 받고 한국에 입국, 7월 초부터 2주 가량 신한은행 블루캠퍼스에 머물며 신한은행 선수들과 함께 훈련을 소화했다.
2014년 8월 하나은행의 홈구장 부천실내체육관에서 열린 2024-2025 WKBL 드래프트에서 외국 국적 동포 선수 자격으로 참가, 2라운드 2순위(전체 8순위)로 청주 KB 스타즈에 지명되었다.